# Jazzy (deutsche Sängerin)

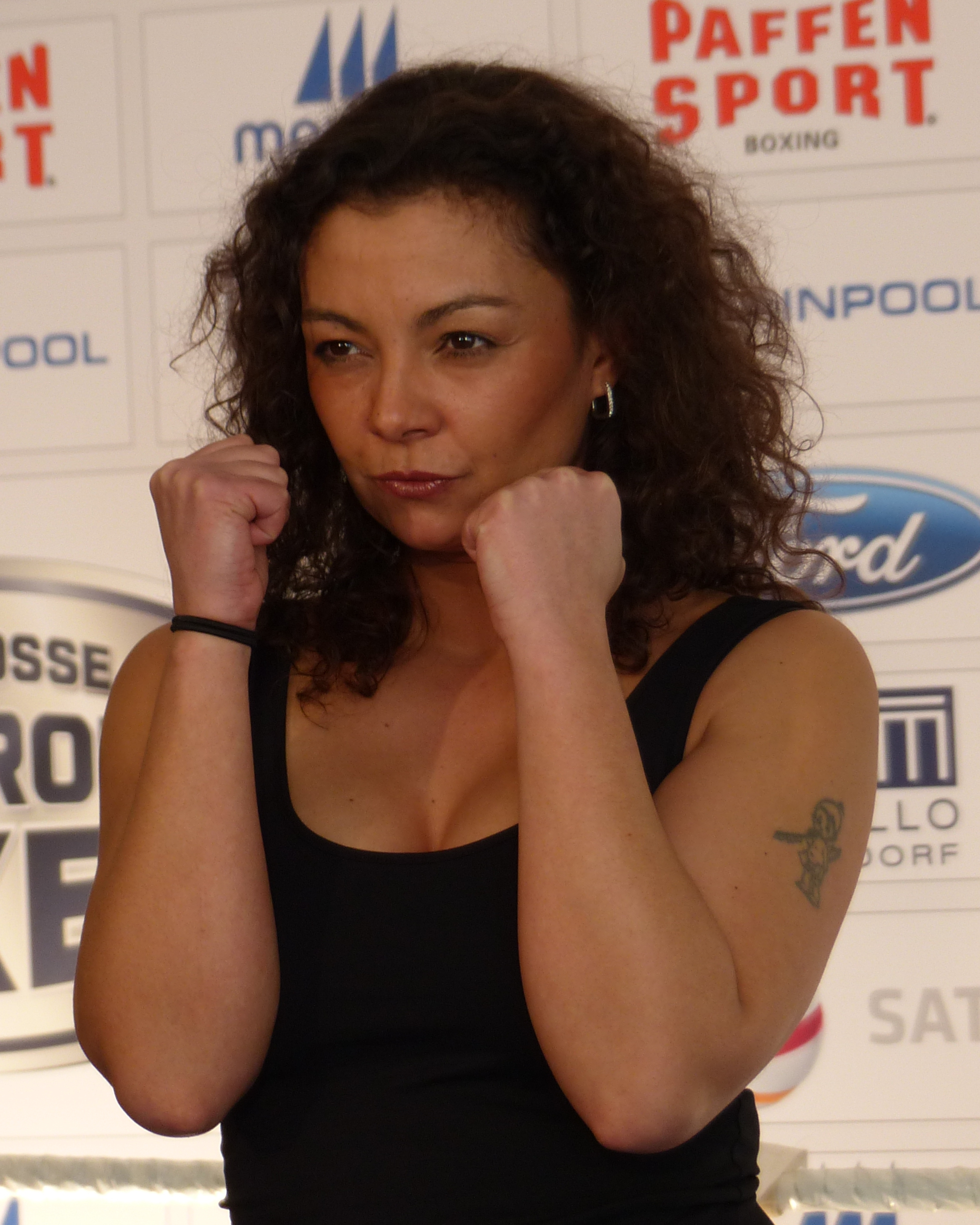
Jazzy, 2013

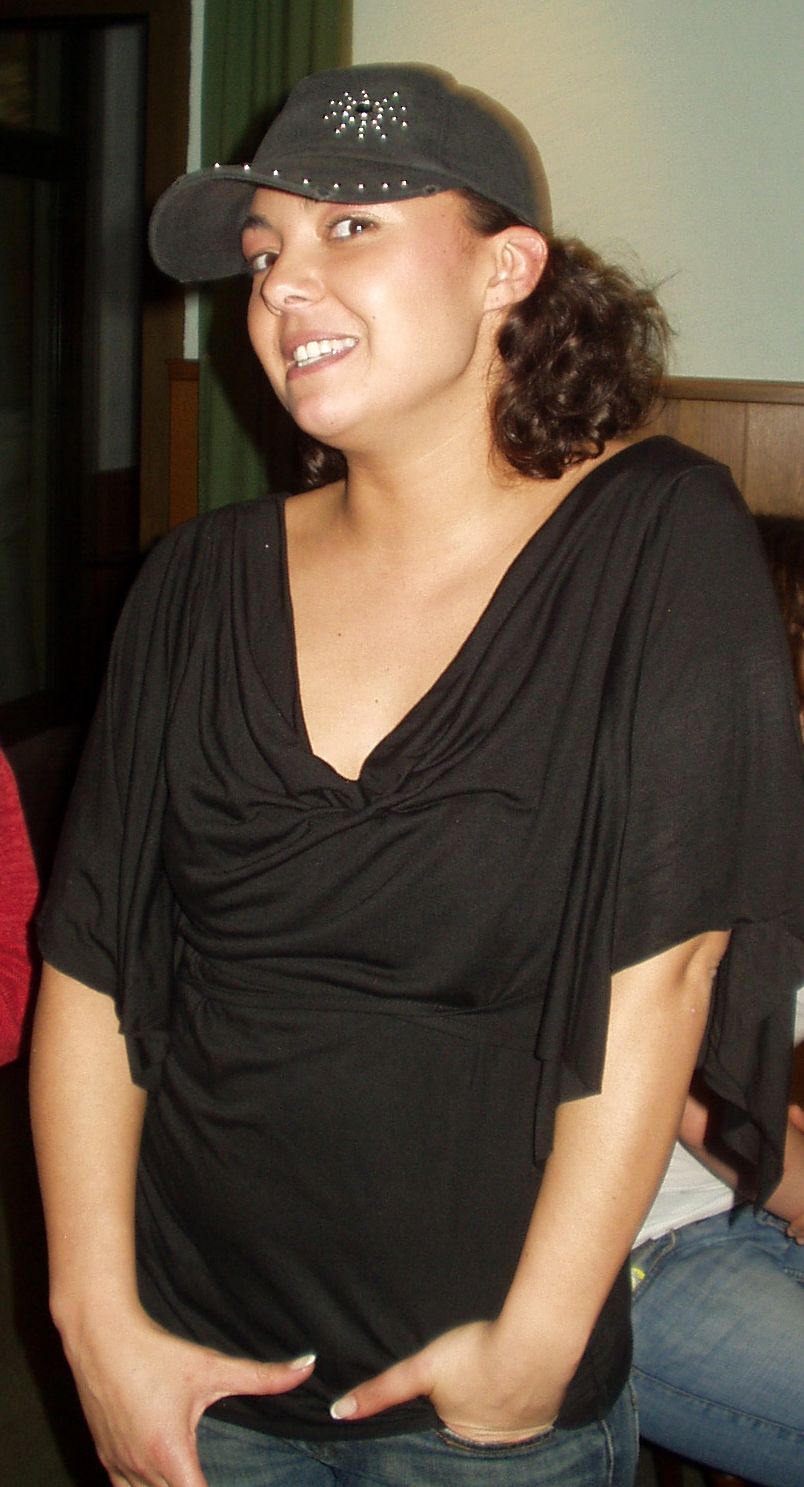
Jazzy (2006)

Jazzy (* 4. August 1975 in Gelsenkirchen, bürgerlich Marlene Victoria Tackenberg) ist eine deutsche Pop-Rap-Sängerin. Sie wurde 1995 als Mitglied der deutschen Girlgroup Tic Tac Toe bekannt.

## Leben
Jazzy ist die Tochter eines Deutschen und einer Französin mit afrikanischen Wurzeln. Nachdem die Musikmanagerin Claudia Wohlfromm Jazzy in einem Club entdeckt hatte, wurde die damals 20-Jährige 1995 Mitglied der neu gegründeten deutschen Pop-Rap-Gruppe Tic Tac Toe. Bis zur Bandauflösung im Jahre 2000 verkauften Tic Tac Toe über sechs Millionen Tonträger und erhielten zahlreiche Musikpreise wie den Echo und den Comet.
Nach dem Ende der Band zog sich Jazzy zunächst aus der Öffentlichkeit zurück, bis sie sich 2004 für eine Solokarriere entschied. Anfang 2004 nahm sie an Comeback – Die große Chance auf ProSieben teil, schied aber bereits in der ersten Mottoshow aus. Für den Sampler zur Sendung veröffentlichte sie eine eigene Version des Tic-Tac-Toe-Songs Verpiss’ dich sowie ein Cover von Hurra, hurra, die Schule brennt. Mit den anderen Showteilnehmern veröffentlichte sie als Teil von Comeback United die Single Survivor, die es auf Platz 22 der deutschen Single-Charts schaffte.
Im September 2004 veröffentlichte sie mit dem Produzententeam von Soundpool ihre Solosingle Steh’ auf (Lebe Deine Träume), welche die gleichnamige Kampagne der IHK zum Thema Ausbildung unterstützen sollte und einen Auftritt bei der deutschen Jugendmesse YOU sowie eine Schultour beinhaltete.
Im November 2005 belebten die Gründungsmitglieder von Tic Tac Toe ihre Band wieder, bis es im Januar 2007 zur erneuten Auflösung kam. In der Folge arbeitete Jazzy als Moderatorin für den Musiksender Yavido und als Co-Moderatorin in der Morning-Show beim Radiosender Antenne Koblenz. Zudem nahm sie Schauspielunterricht und arbeitete als Kellnerin in Berlin-Friedrichshain. 2009 war sie in der vierstündigen VOX-Doku Märchen ohne Happy End zu sehen, die von ehemals erfolgreichen Menschen handelte. Ebenfalls 2009 nahm sie als Kandidatin bei Das perfekte Promi-Dinner teil.
Von September 2010 bis Juni 2011 spielte sie im Musical Starcut im Delphi Showpalast Hamburg. Im Januar 2012 nahm sie als Kandidatin an der sechsten Staffel von Ich bin ein Star – Holt mich hier raus! teil. Am elften Tag erhielt sie im Telefonvoting die wenigsten Stimmen und musste als vierte Kandidatin das Camp verlassen. Im Oktober 2012 stand Jazzy erstmals wieder mit ihrer ehemaligen Bandkollegin Ricarda Wältken vor der Kamera. Für eine SIXT-Werbekampagne interpretierten sie das Tic-Tac-Toe-Lied Ich find’ dich scheiße neu.
Nach einem Jahr auf Mallorca zog Jazzy im Januar 2013 wieder nach Berlin. Im Februar 2013 erschien ihre zweite Solo-Single Immer auf die Fresse. Das Lied verwendete sie auch als Einlauf-Hymne für ihre Teilnahme am Großen Sat.1 Promiboxen, bei der sie gegen Georgina Fleur antrat und gewann. Im Herbst 2013 zog sie zu ihrem Partner in die Nähe von Cannes und brachte Anfang Juni 2014 eine Tochter zur Welt. Ihr Umzug nach Frankreich wurde im November 2015 in einer Folge von Goodbye Deutschland! Die Auswanderer dokumentiert.

## Diskografie
Zur Diskografie von Tic Tac Toe siehe Tic Tac Toe (Band)/Diskografie.

### Sampler
- 2004: Hurra, hurra, die Schule brennt (auf Best of Comeback – Die große Chance United)

### Singles
- 2004: Survivor (als Teil von Comeback-United; Chartplatzierungen: D #22, A #50)
- 2004: Steh’ auf (Lebe Deine Träume)
- 2013: Immer auf die Fresse